# Praomys hartwigi
Praomys hartwigi är en däggdjursart som beskrevs av Martin Eisentraut 1968. Praomys hartwigi ingår i släktet afrikanska mjukpälsråttor, och familjen råttdjur. IUCN kategoriserar arten globalt som starkt hotad. Inga underarter finns listade i Catalogue of Life.
Denna gnagare är bara känd från bergstrakten kring Mount Oku i Kamerun. Individer hittades mellan 2700 och 2900 meter över havet. Området är täckt av skog. Kanske är Praomys hartwigi och Praomys obscurus samma art.